# Diapontia niveovittata
Diapontia niveovittata là một loài nhện trong họ Lycosidae.
Loài này thuộc chi Diapontia. Diapontia niveovittata được Cândido Firmino de Mello-Leitão miêu tả năm 1945.